# Les Yeux de Laura Mars
Pour plus de détails, voir Fiche technique et Distribution.
Les Yeux de Laura Mars (Eyes of Laura Mars) est un thriller américain réalisé par Irvin Kershner, sorti en 1978.

## Synopsis
Laura Mars (Faye Dunaway) est une célèbre photographe de mode new-yorkaise. Ses photos de violence stylisée dénoncent un monde cupide et sexiste et suscitent la controverse. La veille de la sortie de son livre de photographies Les Yeux de Laura Mars, Laura rêve d'un agresseur, dont elle ne perçoit pas le visage, entrant dans l'appartement d'une femme et l’assassinant avec un pic à glace. La nuit suivante, lors de la soirée de lancement du livre, Laura apprend que sa rédactrice photo, Doris, a été retrouvée assassinée, les yeux crevés, précisément avec un pic à glace.
Peu de temps après, lors d'une séance photo sur la place de Columbus Circle, une autre vision s’impose à ses yeux, celle d'une femme poignardée à mort devant son appartement. Laura tombe sur la scène du crime un peu plus tard en passant dans la rue. Elle informe la police qu'elle a été témoin du crime mais elle est incapable d’apporter une explication rationnelle puisqu’il s’agit d’une vision mentale et qu’elle n’était pas présente sur les lieux à ce moment-là. Elle apprend plus tard que la victime, Elaine, a eu une relation amoureuse avec son ex-mari Michael, un écrivain qui vivait à San Francisco. Michael est retourné à New York car il souhaite renouer avec Laura qui refuse.
John Neville, (Tommy Lee Jones) l'inspecteur chargé de l'affaire, montre à Laura des photos de police inédites de meurtres non résolus qui ressemblent beaucoup aux séances de photos de mode de Laura. Les visions de Laura se poursuivent, des visions au cours desquelles le psychopathe tue un à un les personnes de son entourage. Ces visions sont simultanées aux crimes et il est toujours trop tard pour que Laura intervienne. Un soir, alors qu'elle développe des photos dans sa chambre noire, Laura a une autre vision, celle de ses modèles, Lulu et Michelle, brutalement assassinées. Après avoir assisté à leurs funérailles, Laura se rapproche de Neville qui tente de la réconforter. Tous deux entament une histoire d'amour. Neville lui donne une arme pour se défendre.
Pendant ce temps, la police considère que Michael ainsi que Tommy, le chauffeur de Laura, un ancien détenu, sont les principaux suspects dans la série de meurtres. Alors qu'elle assiste à la fête d'anniversaire de son agent Donald, Laura reçoit un appel téléphonique de Michael, ivre, qui menace de se suicider. Donald essaie de la dissuader d’aller le voir, mais Laura quitte la fête. Alors qu'elle est au volant de sa voiture pour rejoindre Michael, Laura a une vision de Donald assassiné par le tueur, provoquant ainsi un accident. Plus tard, Neville apprend que des photos des mannequins assassinés ont été retrouvées dans l'appartement de Tommy. La police tente de l'arrêter mais le tue lorsqu'il tente de s'échapper.
Dans son appartement, Laura est affectée par une vision du tueur en train d'assassiner Michael. Soudain, le tueur tente d’enfoncer sa porte d’entrée mais Laura la verrouille juste à temps. Entendant sa détresse, Neville (qui était en route pour la rejoindre) brise la fenêtre de son balcon. Il dit à Laura que Tommy était le tueur et livre une explication sur ses motivations mais Laura, qui connaissait bien Tommy, ne croit pas à cette version. Neville poursuit son explication sur les agissements du tueur mais se met à employer le "je" dans son récit. Laura réalise que Neville parle de lui et qu'il est le tueur. Neville détaille davantage sa propre histoire en dévoilant plusieurs personnalités. Il devient de plus en plus nerveux. Lorsque sa personnalité violente essaie de tuer Laura, sa personnalité plus sensible reprend le dessus. Il prend alors la main de Laura, qui tient l'arme qu'il lui avait donnée pour se défendre, et lui demande de le tuer. Ce qu’elle fait, désemparée, avant d'appeler la police.

## Fiche technique
Sauf indication contraire, les informations mentionnées dans cette section peuvent être confirmées par la base de données cinématographiques IMDb,  présente dans la section « Liens externes ».
- Titre : Les Yeux de Laura Mars
- Titre original : Eyes of Laura Mars
- Réalisation : Irvin Kershner
- Scénario : John Carpenter, David Zelag Goodman
- Direction artistique : Robert Gundlach
- Décors : John Godfrey
- Costumes : Theoni V. Aldredge
- Maquillage : Lee Harman, Vincent Callaghan, Lynn Donahue
- Montage : Michael Kahn
- Musique : Artie Kane
- Photographie : Victor J. Kemper
- Production : Jon Peters
- Sociétés de distribution : Columbia-EMI-Warner, Columbia Pictures, National Broadcasting Company, RCA/Columbia Pictures Home Video, Sony Movie Channel
- Société de production : Columbia Pictures Corporation
- Budget de production : 7 000 000 $
- Pays de production :  États-Unis
- Langue : Anglais
- Format : Couleurs - 1,85:1 - Metrocolor - 35 mm
- Genre : Fantastique et thriller
- Durée : 104 minutes
- Dates de sorties en salles : 
  - États-Unis : 2 août 1978
  - France : 31 janvier 1979
- Film interdit aux moins de 12 ans lors de sortie en salles en France.

## Distribution
- Faye Dunaway (VF : Perrette Pradier) : Laura Mars
- Tommy Lee Jones (VF : Pierre Arditi) : John Neville
- Brad Dourif (VF : Claude Mercutio) : Tommy Ludlow
- Rene Auberjonois (VF : Jean-Pierre Leroux) : Donald Phelps
- Raúl Juliá : Michael Reisler
- Frank Adonis : Sal Volpe
- Lisa Taylor : Michele
- Darlanne Fluegel : Lulu
- Rose Gregorio (VF : Julia Dancourt) : Elaine Cassel
- Michael Tucker : Bert

## Production

### Tournage
Le tournage du film a duré 56 jours.

## Autour du film

### Anecdotes
- Barbra Streisand était initialement pressentie pour jouer le rôle de Laura Mars avant d'être remplacée par Faye Dunaway.
- Faye Dunaway utilise un Nikon FM (équipé d'un moteur MD-11) pour ses shootings de mode dans le film.
- Les photographies de Laura Mars sont en fait les œuvres d'Helmut Newton et Rebecca Blake.
- Le film est considéré comme une version américaine du genre italien giallo.
- La séquence où Laura Mars photographie des mannequins sur fond de voitures brûlées par le feu a pris quatre jours de tournage à Columbus Circle, au sud de Central Park à New York.

### Dans la culture populaire
- Dans l'épisode Sévir et protéger de la série télévisée Malcolm, une scène de flashback montre que Francis a cassé la copie Laserdisc que possédait Hal du film.
- Tori Amos fait référence à Laura Mars dans sa chanson Gold Dust, dix-huitième single de son album Scarlet's Walk, sorti en 2002.
- Une parodie du film intitulé Eyes of Lurid Mess a été publiée dans le Mad Magazine. Il a été illustré par Angelo Torres et écrit par Larry Siegel dans le numéro 206, en avril 1979.
- Le clip Black White & Blue de Ladyhawke fait plusieurs références visuelles au film.
- Dans l'épisode Où est passé Donnie bordel? de la série télévisée Billions, Bobby Axelrod est décrit comme ayant les yeux de Laura Mars.
- Le titre Les yeux de Laura (Goûts de luxe, 1986) fait évidemment référence au film.
- On entend la chanson Let's All Chant du groupe Michael Zager Band, sortie en format EP en 1977.

## Distinctions
| Date            | Distinction                                          | Catégorie           | Nom                                         | Résultat   |
| --------------- | ---------------------------------------------------- | ------------------- | ------------------------------------------- | ---------- |
| 24 février 1979 | Academy of Science Fiction, Fantasy and Horror Films | Meilleurs costumes  | Theoni V. Aldredge                          | Lauréat    |
| 24 février 1979 | Academy of Science Fiction, Fantasy and Horror Films | Meilleur maquillage | Lee Harman, Vincent Callaghan, Lynn Donahue | Nomination |